# Andrija Natali
Andrija Natali (Nijemci 1677. – Nijemci 10. lipnja 1730.) Generalni vikar beogradskog biskupa, vanjski vikar pečuškog biskupa, župnik u Nijemcima.

## Školska izobrazba
Andrija Natali započeo je svoju školsku izobrazbu u kolegiju Kongregacije za širenje vjere u Loretu (v. Ilirski kolegij u Loretu) 1694. godine. Od 1695. godine studira gramatiku te je 1696. pošao u gimnaziju. Tijekom 1698. i 1699. studira retoriku, a gimnaziju će završiti 1699. godine. Filozofiju studira od 1700. i 1701. godine. Skolastičku teologiju studira od 1702.  do 1703. godine.

## Pastoralna djelatnost
Vrativši se sa studija iz Loreta 1703. godine preuzima službu župnika u Nijemcima od svog strica Luke Natalia. Tijekom 1713. godine počelo je uređenje srijemskih krajeva i preseljavanje stanovništva. Dio graničara iz Male Vašice preseljen je Kukujevce a s područja Nijemaca u Adaševce. Andrija Natali došao je u Kukujevce na uskrsni ponedjeljak 1713. godine, odredio mjesto na kojem će se izgraditi nova crkva, slavio misu pod vedrim nebom i uveo u službu župnog vikara Matiju Kraljića. 

## Generalni vikar beogradskog biskupa
Luka Natali otišao je u Budim 1714. godine te postavio Andriju Natalia za svog generalnog vikara. U pismu upućenom pečuškom biskupu 1714. navodi se opseg župe Nijemci. Župa se sastoji od sela: Nijemci, Komletinci, Đeletovci i Oriolik,  a Andrija Natali je zbog pomanjkanja svećenika još upravljao župama u mjestima Kukujevci i Adaševci te od 1716.godine i župom u Rači.

## Vanjski vikar pečuškog biskupa
Smrču beogradskog biskupa Luke Natalia 1720. prestaje i njegovo vikarsko pravo nad teritorijem između Save, Drave, Dunava i Tise sve do Temišvara. Pečuški biskup Wilhelm Franz Johann Bertranda von Nesselrode proglašava u Osijeku svoje pravo nad župama koje su pripadale prije otomanske okupacije pečuškoj biskupij, potvrđuje Andriju Natalija za župnika u Nijemcima te ga imenuje za svog vanjskog vikara u Slavoniji. Andrija Natali bio je baštinik dobara pokojnog beogradskog biskupa Luke Natalia te je njegovu kuriju i zemljište oko nje poklonio 5. svibnja 1723. franjevcima u Vukovaru.  Kao vanjski vikar biskupa Nesselrodea blagoslovio je i temeljni kamen za vukovarski franjevački samostan sv. Filipa i Jakova. Svečanost je održana na Ivanje, 24. lipnja 1723. godine. Prvoj je na darovanom zemljištu slavljena misa, te je poslije blagoslovio temeljni kamen i položio ga u zemlju. Tijekom kanonske vizitacije dijelova pečuške biskupije u Slavoniji 1729. godine pratio je pečuškog velikog prepozita Gabrijela Bakića de Lak. Unutar vizitacije posjetili su župe: Vukovar, Šarengrad, Tovarnik, Kukujevci, Lovas, Jankovci, Mala Vašica, Nijemci, Otok, Vinkovci, Ivankovo, Cerna, Županja, Drenovci, Morović, Rača i Srijemska Mitrovica.

## Kraj života
Andrija Natali umro je u Nijemcima 10. lipnja 1730. godine. Pokopan je u crkvi sv. Stjepana kralja na groblju u Nijemcima pokraj svoga strica beogradskog biskupa Luke Natalia. Pogrebne obrede predvodio je naslovni skradinski biskup i pečuški veliki prepozit i Aleksander Fonyo.  Tijekom rušenja crkve sv. Stjepana kralja 1893. godine stradao je njegov epitaf.

## Vanjske poveznice
- Antun DEVIĆ, Naši pitomci u Loretu, Diacovensia 18/2006. (str.441-471)